# Пятницкий, Алексей Алексеевич
Пятницкий Алексей Алексеевич (25 ноября 1898, Сенгилей, Симбирская губерния — 1975) — советский инженер-механик, конструктор, основатель отечественной школы проектирования морских мин. Руководитель отдела в «Остехбюро», профессор, заведующий кафедрами КПИ и ХПИ.  Участник Гражданской войны. Кавалер ордена «Красной Звезды» (1936). 

## Биография
Родился в 1898 году в городе Сенгилей Симбирской губернии в мещанской семье. Отец — отставной прапорщик Алексей Алексеевич Пятницкий, мать — Александра Введенская (1880—1906), дочь настоятеля Покровской приходской церкви. Родной брат художника Пятницкого Виктора Алексеевича.
В 1914 году поступил в Казанское промышленное училище, которое окончил в 1918 году, получив диплом техника-механика.
В январе 1919 года призван в Красную Армию. Участвовал в боях против Колчака в составе автороты 27-й стрелковой дивизии. В 1920 году откомандирован из РККА для продолжения образования на механический факультет Петроградского политехнического института. Институт окончил со званием инженера-механика.
С марта 1924 года приступил к работе в «Остехбюро». В 1929 году Алексей Пятницкий стал начальником минного отдела «Остехбюро». Являлся Главным конструктором мины М-26 и корпусно-механической части мин КБ и АГ.
В марте 1936 года «за успешное выполнение крупной работы по вооружению Красной Армии» А. А. Пятницкий награждён орденом «Красной Звезды».
За годы Великой Отечественной войны кораблями ВМФ СССР было установлено 40 тысяч морских мин, из них больше половины мины конструктора А. А. Пятницкого — 19854 мины М-26 и 3924 мины КБ.
Кроме конструкторской работы в «Остехбюро» вёл большую научно-педагогическую деятельность — им были написаны фундаментальные труды: «Руководство по проектированию мин», «Расчеты мин. Систематический сборник примеров и упражнений по расчету и проектированию мин. Часть первая. Мины, их детали и приборы». Преподавал в институте Гражданского Воздушного Флота, Ленинградском Военно-механическом институте, где стал профессором и заведующим кафедрой, в Военно-морской академии РККА.
Тем не менее, несмотря на очевидные и выдающиеся достижения, профессор Пятницкий 10.08.1938 года был арестован и в 1941 году (уже после начала Великой Отечественной войны) приговорен к 10 годам.
Полностью реабилитирован в 1956 году.
В последующие годы профессор А. А. Пятницкий руководил кафедрами технической механики сначала в Киевском политехническом, затем в Харьковском политехническом институтах.